# Přeshraniční park Kgalagadi

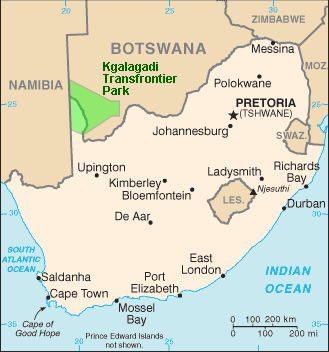
Poloha parku na mapě oblasti

Přeshraniční park Kgalagadi (anglicky Kgalagadi Transfrontier Park) je rozsáhlé chráněné území na hranici Botswany a Jihoafrické republiky. Větší část parku leží na jihu pouštní oblasti Kalahari, jejíž jméno je s jménem parku etymologicky příbuzné. Celá rozloha parku je zhruba 38 tisíc čtverečních kilometrů, z čehož zhruba tři čtvrtiny leží v Botswaně a čtvrtina v Jihoafrické republice.
Je to oblast relativně nedotčená civilizací a je zde hojně zvířat, z masožravých savců například lvi, levharti a hyeny, z býložravých například antilopa skákavá, antilopa losí a buvolec stepní. Je zde přes dvě stě druhů ptáků, včetně supů, orlů a hadilovů.
Dějiny parku začínají 31. července 1931, kdy byl v jihoafrické části ustaven Kalahari Gemsbok National Park. Už v roce 1948 se pak tehdejší Jihoafrická unie s tehdejším Bečuánským protektorátem neformálně dohodly na vytvoření přeshraničního parku. Dnešní park byl však oficiálně otevřen až 12. května 2000 prezidenty obou současných států, Festusem Mogaem a Thaboem Mbekim.